# Elena Ribera
Elena Ribera i Garijo (Pont de Suert, Alta Ribagorza, 30 de abril de 1958) es una abogada y política española, diputada al Parlamento de Cataluña en la VII, VIII, IX y X Legislaturas y en el Congreso de los Diputados en la XI legislatura. 

## Biografía
Licenciada en derecho por la Universidad de Barcelona, tiene un diploma de estudios de derecho civil catalán, ha hecho cursos de doctorado a la Facultad de Derecho de la Universidad de Barcelona y ha cursado estudios de preparación de las oposiciones para el título de notaria. Ha ejercido la abogacía y la docencia en varias universidades y ha hecho investigación universitaria. Es miembro del Colegio de Abogados de Gerona.
Es miembro fundadora en el Estado español y representante delegada en Cataluña de la Asociación Internacional sobre el Derecho y la Política de la Educación, miembro de Unicef y miembro colaboradora de la emisora de radio Ona Pau Girona. También pertenece a la Asociación de Amigos de l'Escala y a la Asociación de Amigos del Casco antiguo del Pont de Suert. Es socia del Grupo Deportivo y Cultural de Gerona GEIG y miembro del Grupo Empres Ribagorzana (GER).
Fue militante de Unión Democrática de Cataluña (UDC) y miembro del Consejo Nacional de este partido y del de Convergència i Unió (CiU). Ha sido secretaria de la Comisión Jurídica Asesora del Comité de Gobierno y del Consejo Nacional de UDC, copresidenta de Mesa del Congreso de UDC (2000 y 2002), secretaria de Política Municipal del Comité de Gobierno de UDC y miembro del Comité Ejecutivo Intercomarcal de Gerona de UDC. Ha sido delegada territorial de Justicia en Gerona (2000-2002), directora general de Medidas Penales Alternativas y Justicia Juvenil del Departamento de Justicia (2002) y coordinadora del Programa de Reglamentación Orgánica y Ejecución de la Secretaría Sectorial de Ejecución Penal del Departamento de Justicia (2002-2003). Ha sido diputada en las elecciones al Parlamento de Cataluña de 2003, 2006, 2010 y 2012. Ha sido escogida diputada por Gerona en la lista de Democracia y Libertad en las elecciones generales españolas de 2015.